# Xã Center Post, Quận Cleburne, Arkansas
Xã Center Post (tiếng Anh: Center Post Township) là một xã thuộc quận Cleburne, tiểu bang Arkansas, Hoa Kỳ. Năm 2010, dân số của xã này là 554 người.